# Courtney Dauwalter
Courtney Dauwalter, est une athlète américaine née le 13 février 1985. Spécialiste de l'ultra-trail, elle a notamment remporté le Moab 240 (en) en 2017, la Western States 100 en 2018 et en 2023, l'Ultra-Trail du Mont-Blanc en 2019, 2021 et 2023 et la Hardrock 100 en 2022, 2023 et 2024. En 2023, elle devient la première personne à remporter le triplé Western State 100, Hardrock 100 et l'UTMB. 

## Biographie
Le 27 avril 2019 elle remporte l'Ultra Trail de l'île de Madère après avoir fait toute la course en tête. 
Le 24 juin 2023, elle s'élance pour la deuxième fois sur la Western States 100-Mile Endurance Run. Courant aux côtés de Katie Schide en première partie de course, elle se détache seule en tête peu avant la mi-course. Faisant cavalier seul, elle s'impose en 15 h 29 min 34 s. Elle termine sixième au classement scratch et bat de près d'une heure et demi le précédent record féminin du parcours établi par Ellie Greenwood en 2012. Trois semaines après, elle enchaîne sur la Hardrock 100. Elle voit la Française Anne-Lise Rousset la devancer en début de course, laissant planer le doute quant à sa forme. Elle efface alors tout soupçon en accélérant et en reprenant la tête de course peu après. Elle creuse alors l'écart en tête et double plusieurs concurrents masculins. Elle s'impose en 26 h 14 min 8 s, terminant à la quatrième place scratch. Elle établit un nouveau record du parcours dans le sens anti-horaire après son record dans le sens horaire l'année précédente,. Le 2 septembre, elle s'élance comme grande favorite sur l'Ultra-Trail du Mont-Blanc. Elle domine la première partie de course mais est victime de problèmes gastriques à Champex-Lac. Elle parvient toutefois à conserver la tête et gère son avance pour s'imposer en 23 h 19 min 14 s avec 45 minutes d'avance sur l'Allemande Katharina Hartmuth. Elle devient ainsi la première athlète, hommes et femmes confondus, à remporter trois épreuves majeures d'ultra-trail durant la même saison.

### Débuts et parcours sportif
Courtney Dauwalter a montré un intérêt précoce pour l'activité physique et la compétition. Elle a pratiqué plusieurs sports dès son plus jeune âge, démontrant déjà les traits d'endurance et de détermination qui la caractériseront plus tard dans sa carrière d'athlète d'ultra-trail.
Sa passion pour l'endurance l'a amenée à participer à sa première course d'ultra-trail pendant ses études universitaires, ce qui a été une révélation pour elle. Elle a découvert un amour profond pour ce sport exigeant et a su que l'ultra-trail serait le défi ultime pour elle. Malgré les obstacles et les défis qu'elle a dû affronter, Courtney Dauwalter a persévéré et a continué à s'améliorer au fil du temps, ce qui l'a conduit à se faire un nom dans le monde de l'ultra-trail.

## Résultats
| no  | féminin           | Course                                 | Longueur | Départ             | Temps            |
| --- | ----------------- | -------------------------------------- | -------- | ------------------ | ---------------- |
| 1re | Médaille d'or     | Javelina Jundred                       | 100 mi   | 29 octobre 2016    | 8 h 48 min 25 s  |
| 16e | 4e                | Lake Sonoma 50                         | 50 mi    | 15 avril 2017      | 7 h 49 min 08 s  |
| 18e | 4e                | Ultra-Race du Lac d'Annecy             | 110 km   | 27 mai 2017        | 17 h 19 min 19 s |
| 12e | Médaille d'argent | Marathon de Pikes Peak                 | 42,2 km  | 20 août 2017       | 4 h 39 min 41 s  |
| 1re | Médaille d'or     | Moab 240                               | 383 km   | 13 octobre 2017    | 57 h 55 min 13 s |
| 16e | Médaille d'or     | Ultra-Trail Mt. Fuji                   | 170 km   | 27 avril 2018      | 23 h 57 min 48 s |
| 12e | Médaille d'or     | Western States 100                     | 100 mi   | 23 juin 2018       | 17 h 27 min 00 s |
| 8e  | Médaille d'or     | Tarawera Ultramarathon 100K            | 102 km   | 9 février 2019     | 9 h 28 min 03 s  |
| 10e | Médaille d'or     | Madeira Island Ultra Trail             | 115 km   | 27 avril 2019      | 15 h 17 min 05 s |
| 21e | Médaille d'or     | Ultra-Trail du Mont-Blanc              | 170 km   | 31 août 2019       | 24 h 34 min 26 s |
| 7e  | Médaille d'or     | Ultra-Trail du Mont-Blanc              | 170 km   | 27 août 2021       | 22 h 30 min 54 s |
| 8e  | Médaille d'or     | Ultra-trail Cape Town                  | 100 km   | 27 novembre 2021   | 11 h 20 min 4 s  |
| 11e | Médaille d'or     | Ultra Trail de l'île de Madère         | 115 km   | 23 avril 2022      | 14 h 40 min 35 s |
| 6e  | Médaille d'or     | Hardrock 100                           | 100 mi   | 15 juillet 2022    | 26 h 44 min 36 s |
| 4e  | Médaille d'or     | Grand Raid                             | 165 km   | 21 octobre 2022    | 24 h 37 min 47 s |
| 7e  | Médaille d'or     | Transgrancanaria                       | 128 km   | 25 février 2023    | 14 h 40 min 39 s |
| 6e  | Médaille d'or     | Western States 100                     | 100 mi   | 24 juin 2023       | 15 h 29 min 33 s |
| 4e  | Médaille d'or     | Hardrock 100                           | 100 mi   | 14 juillet 2023    | 26 h 14 min 8 s  |
| 25e | Médaille d'or     | Ultra-Trail du Mont-Blanc              | 172,8 km | 1er septembre 2023 | 23 h 29 min 14 s |
| 13e | Médaille d'or     | Transgrancanaria                       | 126 km   | 24 février 2024    | 15 h 14 min 54 s |
| 3e  | Médaille d'or     | Ultra-Trail Mt. Fuji                   | 170 km   | 26 avril 2024      | 19 h 21 min 2 s  |
| 4e  | Médaille d'or     | Hardrock 100                           | 100 mi   | 13 juillet 2024    | 26 h 11 min 49 s |
| 2e  | Médaille d'or     | SwissPeaks 70                          | 71 km    | 7 septembre 2024   | 8 h 24 min 57 s  |
| 2e  | Médaille d'or     | Ultra Trail Métropole Nice Côte d'Azur | 159 km   | 4 octobre 2024     | 21 h 35 min 57 s |
| 15e | Médaille d'or     | Lavaredo Ultra Trail                   | 120 km   | 27 juin 2025       | 14 h 14 min 40 s |